# 绍维涅
绍维涅（法語：Chauvigné，法語發音：[ʃoviɲe]）是法国伊勒-维莱讷省的一个市镇，位于该省北部，属于富热尔-维特雷区。

## 地理
绍维涅（48°22'33"N, 1°27'37"W）面积17.71 平方千米，位于法国布列塔尼大區伊勒-维莱讷省，该省份为法国西北部沿海省份，位于布列塔尼半岛东部，北濒大西洋，西接阿摩尔滨海省和莫尔比昂省，南至大西洋卢瓦尔省，西南端接曼恩-卢瓦尔省，东临马耶讷省，东北与芒什省接壤。
与绍维涅接壤的市镇（或旧市镇、城区）包括：罗马济、圣克里斯托夫-德瓦兰、勒蒂耶尔桑、库埃农河畔维约维、瓦勒库埃农、圣马克勒布朗。

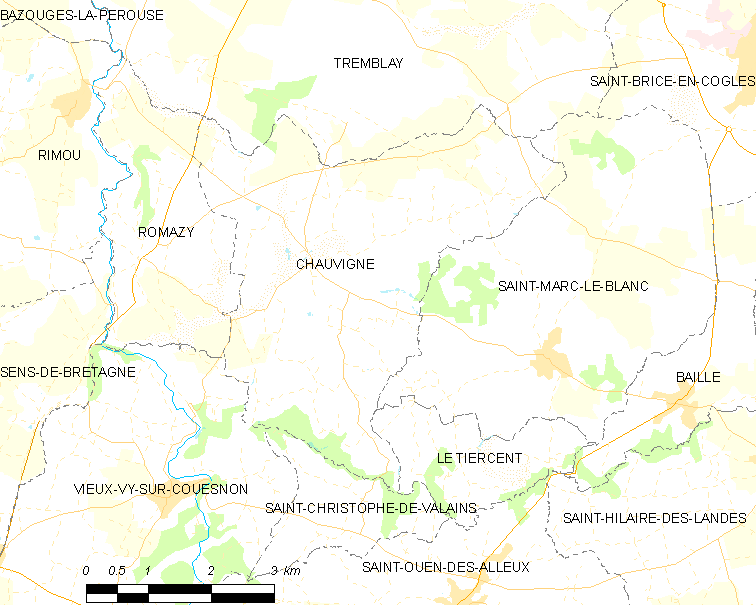
绍维涅的OSM定位图

绍维涅的时区为UTC+01:00、UTC+02:00（夏令时）。

## 行政
绍维涅的邮政编码为35490，INSEE市镇编码为35075。

## 政治
绍维涅所属的省级选区为瓦勒库埃农县。

## 人口

1962-2008年间绍维涅人口变化图示

绍维涅于2022年1月1日时的人口数量为807人。